# Oyonnax
Oyonnax este un oraș în estul Franței, în departamentul Ain, în regiunea Ron-Alpi. Este al doilea oraș cel mai populat din departamentul. Se află într-o vale în Munții Jura. Activitatea economică principală este industria materialelor plastice.

## Sport
- echipa de rugby în XV US Oyonnax, care evoluează în Top 14, liga de elită din Franța

1. ↑  répertoire géographique des communes, accesat în 26 octombrie 2015
2. ↑  dataset of postal codes in France, 1 octombrie 2018